# Cinclosoma
A Cinclosoma a madarak osztályának verébalakúak (Passeriformes)  rendjébe és a Psophodidae családjába tartozó nem. Egyes szervezetek a Psophodidae családba sorolják a fajt.

## Rendszerezésük
A nemet Nicholas Aylward Vigors és Thomas Horsfield írták le 1827-ben, az alábbi fajok tartoznak ide:
- fehértorkú avarrigó (Cinclosoma ajax)
- pettyes avarrigó (Cinclosoma punctatum)
- Cinclosoma clarum[2]
- Cinclosoma castanotum
- Cinclosoma castaneothorax
- Cinclosoma marginatum
- Cinclosoma alisteri
- fahéjszínű avarrigó (Cinclosoma cinnamomeum)